# Вишнякова, Маргарита Афанасьевна
Маргарита Афанасьевна Вишнякова — российский учёный в области генетики и селекции растений, доктор биологических наук, профессор, главный научный сотрудник Федерального исследовательского центра Всероссийского института генетических ресурсов растений имени Н. И. Вавилова (ВИР), расположенного в Санкт-Петербурге.

## Биография
Маргарита Вишнякова окончила биологический факультет, где специализировалась на генетике растений. В дальнейшем она продолжила свою научную карьеру, сосредоточив внимание на изучении генетических ресурсов зернобобовых культур. Вишнякова активно участвует в преподавательской деятельности, читая курсы по ботанике и репродуктивной биологии растений.

## Научная деятельность
Основные научные интересы Вишняковой включают генетику, сохранение и изучение биологического разнообразия зернобобовых культур. Она является автором более 400 научных работ, включая статьи в ведущих российских и зарубежных журналах. Вишнякова также внесла значительный вклад в популяризацию научных знаний, написав ряд научно-популярных статей и книг.

## Публикации и цитирование
Согласно данным Scopus, eLibrary и Web of Science, ResearchGate Маргарита Вишнякова имеет высокий h-индекс, что свидетельствует о значительном вкладе в научное сообщество и высокой цитируемости её исследований. Её работы охватывают широкий спектр тем от молекулярной генетики до прикладной ботаники.

## Редакционная деятельность
Вишнякова активно участвует в редакционной деятельности, будучи членом редакционных коллегий нескольких научных журналов, таких как «Биотехнология и селекция растений», «Зернобобовые и крупяные культуры» и «Труды по прикладной ботанике, генетике и селекции».

## Награды
За свои достижения в научной деятельности Маргарита Вишнякова была удостоена множества наград, включая премию имени Н. И. Вавилова в области биологических наук.

## Книги
Милая и прекрасная Леночка: Елена Барулина — жена и соратница Николая Вавилова Серебряный век, 2007. — 151 с. — ISBN 978-5-902238-40-9.